# Battaglia di Porta San Lorenzo
La battaglia di Porta San Lorenzo fu uno scontro avvenuto il 20 novembre 1347 tra le milizie popolari guidate da Cola di Rienzo, allora tribuno di Roma, e l'esercito dei baroni che Cola aveva esiliato da Roma, guidati da Stefano Colonna il Giovane. Sede della battaglia fu Porta San Lorenzo, che, facendo parte delle mura aureliane, costituiva uno degli ingressi della città.
Lo scopo dei baroni era quello di rientrare a Roma con la forza, ponendo fine al regime democratico instaurato da Cola di Rienzo.
La battaglia fu molto breve e si concluse con la vittoria delle milizie di Cola.  Molti nobili, tra cui Stefano Colonna il Giovane ed il figlio Giovanni, persero la vita durante la battaglia.

## Contesto storico
Al tempo della battaglia di Porta San Lorenzo, Roma stava vivendo un periodo di crisi, sia economica che sociale,   dovuto all'abbandono della città nel 1305 da parte dei pontefici, i quali avevano trasferito la sede papale ad Avignone, sotto l'influenza dei re di Francia. Nonostante i vari tentativi di favorire il rientro a Roma del Papa, nessuno di questi andò a buon fine, e Roma, privata del controllo papale, si ritrovò alla mercé dei baroni romani, che rivaleggiavano per il controllo della città. In questa situazione di guerre continue tra i baroni, il popolo impoverito finì per dipendere totalmente dai baroni, a cui dovevano pagare innumerevoli tasse, dai pedaggi per attraversare strade e ponti, a quelle per lo sfruttamento delle terre.
Fu per fronteggiare le prepotenze dei nobili che nel 1342 a Roma i capi delle corporazioni delle arti formarono un governo popolare, detto dei 13 boni vires, il quale decise di inviare ad Avignone un'ambasceria guidata dal notaio Cola di Rienzo, al fine di denunciare le oppressioni perpetrate dai baroni nei confronti del popolo. Guadagnatosi il sostegno di papa Clemente VI, Cola di Rienzo tornò a Roma nel 1344 in qualità di notaio della Camera dell'Urbe col diritto di parlare pubblicamente in Senato, e tre anni dopo, nell'aprile 1347, grazie all'appoggio del popolo, Cola poté marciare fino al Campidoglio, nominandosi tribuno di Roma ed emanando dei provvedimenti che limitavano fortemente il potere dei baroni.
Questi ultimi, dopo aver inizialmente tentato di opporsi a Cola, furono prima costretti all'esilio e poi, tornati a Roma, dovettero giurargli fedeltà.
Tuttavia l'atteggiamento di Cola ben presto cambiò. Cola infatti iniziò ad agire in autonomia rispetto alla volontà del papa: prima proclamò la libertà di Roma e dell'intera Italia e la loro autonomia da qualsiasi altro potere (sia papale che imperiale), con l'idea di creare un unico dominio italiano avente Roma per capitale; poi si nominò cavaliere con una cerimonia sfarzosa, attribuendosi un potere analogo a quello di un sovrano; infine, fece nuovamente arrestare i nobili di Roma, minacciandoli di esecuzione per poi rilasciarli. Dinanzi a questo atteggiamento papa Clemente VI, temendo che Cola volesse appropriarsi del potere allontanandosi dalla volontà del pontefice, gli tolse il proprio appoggio ed ordinò al suo delegato Bertrando di Deux di agire per cacciare Cola da Roma. Contemporaneamente, i nobili che Cola aveva arrestato, fuggiti dalla città, cominciarono a radunare un esercito per riprendere Roma.

## Fonti
La sola fonte primaria che possediamo sulla battaglia di Porta San Lorenzo, nonché sull'intera vicenda di Cola di Rienzo, è lo storico noto col soprannome di Anonimo Romano. Questo soprannome è dovuto al fatto che per molti secoli l'identità di questo autore rimase sconosciuta agli studiosi. Fu solo nel 1994 che finalmente il filologo Giuseppe Billanovich identificò l'anonimo romano con la figura di Bartolomeo di Iacovo da Valmontone, un chierico al servizio della curia romana. Attorno al 1357 l'Anonimo scrisse una cronaca oggi nota come Cronica dell'Anonimo Romano, un'opera storiografica che raccontava la storia di Roma tra il 1325 e il 1357. Per molto tempo gli studiosi non diedero alcun risalto all'opera, ad eccezione del capitolo narrante la vicenda di Cola. Tale capitolo, anche in virtù delle sue dimensioni (era il più grande dell'opera), fu ritenuto a lungo un'opera autonoma, scissa dalla Cronica a cui in realtà apparteneva, e questo ne garantì la sopravvivenza ed una maggior fruizione rispetto al resto della cronaca, parte della quale si perse nel tempo. La Vita di Cola di Rienzo (così venne ribattezzato questo capitolo della Cronica dagli studiosi che lo consideravano un'opera a sé stante) godette di ampia considerazione sin dal Cinquecento: a riprova di questa affermazione, è a questo periodo che risalgono infatti le prime edizioni filologiche dell'opera, a cui ne seguirono altre tra il Seicento e il Settecento. Tutte queste edizioni (tra cui spicca quella di Ludovico Muratori) modificarono però pesantemente il linguaggio dell'opera. Fu solo nel 1979 che lo studioso Giuseppe Porta realizzò la prima edizione critica dell'opera, restituendogli per quanto possibile la sua purezza originaria.
È lo stesso autore, all'inizio dell'opera, a spiegare che le ragioni che lo hanno indotto a scrivere questa cronaca sono "commune utilitate e diletto" (utilità comune e diletto), ossia fare in modo che la memoria dei fatti avvenuti non si perdesse col tempo. L'opera si caratterizzava quindi per una finalità educativa: l'anonimo voleva che tutti, anche i meno colti, potessero approcciarsi alla Cronica per trarne un utile insegnamento. Da questa volontà deriva l'uso da parte dell'autore di un linguaggio (il dialetto romanesco medievale) puro in quanto privo di influenza da parte del dialetto toscano, ma anche semplice, schietto e diretto, e quindi più piacevole e maggiormente accessibile ad un pubblico meno colto.
In generale, la critica ha sempre riservato giudizi positivi sull'opera dell'Anonimo: nel 1941 lo studioso Gianfranco Contini definì in un suo articolo la Cronica come "uno dei capolavori della letteratura italiana", e sia lui che Carlo Emilio Gadda giudicarono la sua prosa come pari a quella di Giovanni Boccaccio. Lo studioso Giuseppe Billanovich, lo stesso che scoprì la vera identità dell'Anonimo, affermò che la veridicità di quanto riportato dall'autore era garantita dal fatto che egli aveva vissuto quegli eventi in prima persona, come lo stesso Billanovich poté verificare.
In misura minore, può essere considerato una fonte valida anche il poeta Francesco Petrarca. Pur non essendo uno storico, anch'egli visse in prima persona gli eventi che caratterizzarono Roma in quegli anni, di cui fornì testimonianza attraverso alcune delle sue epistole.  In particolare, Petrarca fu vicino ad alcuni dei protagonisti di questa vicenda: fu infatti al servizio del cardinale Giacomo Colonna prima, e del cardinale Giovanni Colonna poi. Con quest'ultimo Petrarca si trasferì ad Avignone, e fu qui che nel 1342 conobbe Cola di Rienzo, inviato dal governo popolare di Roma come ambasciatore presso il pontefice. Inizialmente Petrarca accolse con entusiasmo le istanze di Cola ed il suo sogno di ristabilire gli antichi fasti di Roma, e lo difese presso il cardinale Giovanni Colonna quando questi si adirò per le denunce di Cola contro la sua famiglia. Quando nel 1347 Cola prese infine il potere a Roma grazie ad una sommossa popolare, Petrarca gli indirizzò una lettera in cui si rammaricava per non aver potuto prender parte alla sommossa e gli assicurava il suo sostegno. Sempre le lettere sono lo strumento attraverso cui in Petrarca si ricavano altre informazioni sulla vicenda di Cola di Rienzo: egli scrisse infatti a Cola ulteriori lettere per rimproverarne il comportamento quando Cola assunse atteggiamenti dispotici. In seguito alla battaglia di Porta San Lorenzo, Petrarca scrisse varie lettere elogiando l'atteggiamento composto di Stefano Colonna il Vecchio dopo che quest'ultimo venne a sapere dell'esito della battaglia e della morte di alcuni suoi congiunti.

## Forze in campo

### Milizia popolare
Da nessuna parte, all'interno della Cronica, si trovano riferimenti sul numero di soldati che presero parte alla battaglia tra le file della milizia popolare. Tale milizia, composta per definizione da membri del popolo, era stata istituita da Cola con gli ordinamenti di aprile che avevano seguito la sua presa del potere. In essi si stabiliva che ciascun rione di Roma avrebbe dovuto fornire alla città 100 fanti e 30 cavalieri. Essendo i rioni 13, da questi numeri si può quindi desumere che la milizia popolare contasse 1300 fanti e 390 cavalieri in totale. A questi si aggiungeva un esercito di mercenari reclutato da Cola. Tuttavia l'Anonimo riporta anche che nei giorni precedenti la battaglia parte dell'esercito popolare aveva defezionato, invocando il ritorno dei nobili, poiché con la sospensione del Giubileo per ordine del papa temevano non vi fosse più denaro in città, e lo stesso Cola si era reso conto di non aver denaro a sufficienza per pagare i mercenari.
La milizia popolare, oltre che da Cola, era guidata da alcuni nobili che dopo il giuramento gli erano rimasti fedeli: tra questi, Cola Orsini di Sant’Angelo e Giordano Orsini di Monte Giordano.

### Milizie baronali
Più precise e sicure sono le informazioni riguardanti la composizione dell'esercito dei baroni: l'Anonimo riporta che fu Stefano Colonna il Vecchio in persona ad occuparsi di radunare l'esercito per fronteggiare Cola. Grazie a lui a Palestrina, storico possedimento dei Colonna, furono radunati alla fine 4000 fanti e 700 cavalieri.
Tra i nobili che condussero l'esercito dei baroni, l'Anonimo cita Stefano Colonna il Giovane, suo figlio Giovanni, Pietro Colonna di Genazzano, Giordano Orsini di Marino, Cola di Buccio, Sciarretta Colonna e Petruccio Frangipane.

## La battaglia
Stando al resoconto dell'Anonimo, l'esercito dei baroni si era disposto in tre schiere, le quali marciavano l'una dietro l'altra. Per ordine di Stefano Colonna il Giovane, l'esercito avanzò all'alba fino alla Basilica di San Lorenzo fuori le mura. Lì i nobili tennero un consiglio di guerra. Stefano Colonna informò gli altri nobili che Giovanni di Vico, prefetto di Roma, aveva tradito Cola e si era accordato con le guardie affinché Porta San Lorenzo fosse aperta al passaggio delle truppe dei baroni.
Quando però l'esercito arrivò in prossimità della porta e Stefano Colonna chiamò le guardie affinché l'aprissero, videro che Cola aveva scoperto il loro inganno ed il tradimento di Giovanni di Vico, ed aveva pertanto cambiato le guardie. Vistisi scoperti ed essendo venuto meno il fattore sorpresa i nobili, non riuscendo a convincere le nuove guardie a tradire Cola, decisero quindi di ritirarsi, ritenendo l'insurrezione fallita.
Le prime due schiere dell'esercito, guidate da Petruccio Frangipane, riuscirono ad allontanarsi senza problemi. Ma quando la terza schiera, dove si trovavano i nobili più illustri, tra cui Giovanni Colonna, passò dinanzi alla porta, questa improvvisamente si aprì. Giovanni Colonna credette erroneamente che la porta fosse stata sfondata dalle prime due schiere, e pertanto partì alla carica senza esitazioni. Tuttavia, nessuno dei suoi lo seguì, e quindi Giovanni Colonna si ritrovò da solo. Il popolo, inizialmente datosi alla fuga alla vista del nobile, vedendo che era solo partì invece all'attacco. Giovanni Colonna venne disarcionato da cavallo, spogliato della sua armatura e, nonostante le sue invocazioni, ucciso.
Stefano Colonna il Giovane, non vedendo il figlio, si mise a cercarlo: dal momento che nessuno sapeva dove fosse, capì che il figlio doveva essere entrato in città e quindi entrò anch'egli nella speranza di trovarlo. Quando vide che il figlio era stato colpito, decise di fuggire, ma poi, mosso a compassione e sperando che Giovanni fosse ancora vivo, rientrò in città.  Constatato che era effettivamente morto, tentò nuovamente la fuga, ma venne colpito da un masso e perì a sua volta.
A quel punto, il popolo uscì dalle mura per assaltare l'esercito dei baroni. Presi alla sprovvista dall'improvviso attacco, questi si dispersero e non seppero organizzare una reazione, dandosi alla fuga. Molti tra di essi però furono catturati ed uccisi dal popolo: tra di loro, Pietro Colonna di Genazzano, il quale aveva tentato di nascondersi in una vigna, venne scoperto, spogliato anch'egli dei suoi beni ed ucciso insieme a molti altri nobili.
Dopo un breve inseguimento, Cola ritenne la battaglia vinta, ed ordinò al suo esercito di ritirarsi. A Palestrina, dove era rimasto in attesa di notizie, Stefano Colonna il Vecchio commentò la notizia della morte del figlio e del nipote dicendo: "Sia fatta la volontà di Dio: però è certo miglior cosa morire, che sopportare il giogo di un villano". Per questa sua reazione, si meritò le lodi di Petrarca.

## Conseguenze
Secondo l'Anonimo, la battaglia di Porta San Lorenzo accelerò la caduta di Cola di Rienzo. Dopo la battaglia infatti, Cola perse tempo in festeggiamenti e non assaltò i baroni romani sopravvissuti, perdendo l'occasione di eliminarli definitivamente.
In particolare a Marino Giordano Orsini, che era a malapena sopravvissuto alla battaglia, cominciò a fare scorrerie nei dintorni di Roma.
In città la situazione economica e sociale si aggravò. Non solo la vittoria non aveva portato all'eliminazione definitiva del problema dei baroni, ma aveva accentuato la crisi economica, dal momento che i soldati volevano essere pagati, ma Cola non aveva più soldi. Inoltre, papa Clemente VI finanziò gruppi di mercenari e gli stessi baroni romani per rovesciare il regime di Cola, che ormai gli era inviso.
Nel tentativo di trovare le risorse necessarie a mantenere un esercito, Cola aumentò il prezzo del grano, impose nuove tasse ed eseguì anche confische di terre e denaro. Tutto ciò gli rese ostile il popolo, che pativa la fame e poco tollerava i lussi a cui Cola non rinunciava.
Ridotto allo stremo, il popolo si ribellò il 15 dicembre 1347. Dopo aver cercato di riportare la situazione all'ordine,  Cola decise di fuggire, nascondendosi a Castel Sant'Angelo e rinunciando al potere. I nobili ed il legato del papa, appena rientrati in città, cancellarono tutti i provvedimenti di Cola e lo condannarono a morte qualora fosse rientrato a Roma.
Dopo un lungo peregrinare tra Italia ed Europa, Cola tentò nuovamente di tornare a Roma nel 1354, ma il suo tentativo fallì a causa del suo atteggiamento dispotico, e Cola venne infine ucciso per mano del popolo inferocito l'8 settembre di quell'anno.